# Pablo Lanz (político uruguayo)
Pablo Martín Lanz Adib (Florida, 9 de noviembre de 1972) es un político uruguayo perteneciente al Partido Colorado. Fue senador de la República, entre el 6 de abril de 2024 y el 15 de febrero de 2025. Fue Vicepresidente de la empresa pública ANTEL entre abril de 2023 y abril de 2024. Se desempeñó como senador de la República, desde el 27 de agosto de 2020, tras el pase de Adrián Peña a la titularidad del Ministerio de Ambiente, hasta el 9 de marzo de 2023 con su regreso.

## Biografía
Anteriormente se desempeñó como director de la Dirección de Desarrollo Rural del Ministerio de Ganadería, Agricultura y Pesca. Fue Edil Departamental de Florida varias legislaturas, así como candidato a Intendente en las elecciones departamentales de 2010, 2015, y en las del 2020. En 2018 se adhiere al sector Ciudadanos en apoyo a la precandidatura de Ernesto Talvi, siendo candidato a Diputado por ese sector, y resultando electo Senador suplente de Adrían Peña. Pasó al Senado por la asunción de Peña como Ministro de Ambiente, donde presidió la Comisión de Ganadería, Agricultura y Pesca de la Cámara de Senadores.
En 2021, conjuntamente con su correligionaria Carmen Sanguinetti, Lanz presenta un proyecto de ley para regular el Bitcoin en Uuguay.
Con la renuncia de Adrián Peña al Ministerio de Ambiente y la asunción de Robert Bouvier, vicepresidente de Antel, a la titularidad de dicho Ministerio, se esperaba que Lanz volviera a la Cámara de Representantes; ya que se esperaba que Peña regresara al Senado después de Semana de Turismo. No obstante, el sector Ciudadanos anunció mediante un enunciado que Lanz pasaría a ocupar la vicepresidencia de la empresa ANTEL, acompañando al también colorado Gabriel Gurméndez. El comunicado de Ciudadanos explica que Lanz “cuenta con una carrera de más de 25 años en OSE, uno de los entes más importantes del país”. Además, recuerdan que “asistió oportunamente a directores de OSE y Ancap acumulando experiencia en la función pública y en particular en la toma de decisiones de empresas públicas”.
Finalmente, Lanz asumió el jueves 27 de abril como el nuevo vicepresidente de la empresa pública. El evento tuvo lugar en el nivel 26 de la Torre de las Telecomunicaciones.